# Вирсерум
Вирсерум (швед. Virserum) — город в Швеции, расположенный в коммуне Хультсфред Кальмарского лена. 
Население — 1847 человек.
До 1971 года являлся посёлком городского типа (köping). Первое упоминание в источниках о Вирсеруме относится к 1278 году. В 1543 году во время восстания Нильса Дакке возле Вирсерума произошло сражение между правительственными войсками и отрядами восставших, в результате которого восставшие крестьяне потерпели поражение.
С XIX века является центром по производству мебели. Сейчас в городе работает Музей мебельной промышленности.

## Галерея
- Вирсерум. Вид с озера
- Озеро Вирсерумшён
- Virserums Sockenstuga. Находится на главной площади перед церковью
- Памятник Нильсу Дакке в Вирсеруме